# 李営
李 営（り えい、Li Ying 1981年4月8日- ）は中国出身の柔道選手。階級は52kg級。

## 人物
12歳の時に柔道を始めた。2004年のアテネオリンピック52kg級には冼東妹が代表になったために出場できなかったが、冼東妹が第一線から離れた2005年の世界選手権には出場して、決勝で横澤由貴をポイントの取り合いの末に効果で破って優勝を果たした。2007年の世界選手権は石俊杰に予選で敗れて出場できなかった。2008年の北京オリンピックには復帰してきた冼東妹に予選で敗れたために出場できなかった。

## 主な戦績
- 1998年 - アジア大会　3位
- 1999年 - オーストリア国際　3位
- 2002年 - 東アジア柔道選手権大会　2位
- 2002年 - グランプリ・青島　優勝
- 2003年 - アジア選手権　2位
- 2003年 - グランプリ・青島　優勝
- 2005年 - 世界選手権　優勝
- 2006年 - ワールドカップ団体戦　3位
- 2006年 - アジア大会　3位
- 2008年 - ドイツ国際　優勝